# Elecciones parlamentarias de Bulgaria de 1949
Las elecciones parlamentarias de Bulgaria fueron realizadas el 18 de diciembre de 1949.  Fueron las primeras elecciones legislativas realizadas durante el régimen comunista búlgaro. Tras eliminarse toda clase de oposición significativa, se presentó a los votantes una lista única del Frente de la Patria, dominado por el Partido Comunista Búlgaro.  Según las cifras oficiales, casi participaron 4.7 millones de personas en el sufragio, de los cuales solo 980 personas votaron en contra de la lista, mientras que otros 109 963 personas votaron blanco o nulo.  Se reportó que la participación electoral fue de un 98,9 %.

## Resultados
| Partido                 | Votos     | %     | Escaños |
| ----------------------- | --------- | ----- | ------- |
| Frente de la Patria     | 4 588 996 | 99.99 | 241     |
| En contra               | 980       | 0.01  | –       |
| Votos en blanco/nulos   | 109 963   | –     | –       |
| Total                   | 4 699 939 | 100   | 241     |
| Fuente: Nohlen & Stöver |           |       |         |